# طول عمري أحبك

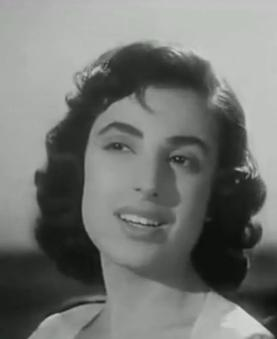
نجاة الصغيرة

طول عمري أحبك أغنية للمطربة نجاة الصغيرة  من كلمات أنور عبدالله وألحان كمال الطويل صدرت عام 1956 و أعيد تسجيلها لاعتراض الإذاعة على المقطع الأول. قامت شيرين عبد الوهاب بغناء نسختها من الأغنية ضمن مسلسل تلفزيوني كما غنتها حية على المسرح. بالإضافة لبعض المغنيين العرب الذين قاموا بغناء نسخهم الخاصة من الأغنية  قامت بعض الفرق الموسيقية بعزف لحن الأغنية مثل فرقة أوبرا الإسكندرية للموسيقى والغناء العربي  بقيادة المايسترو إيهاب عبد الحميد.

## خلفية الأغنية
قررت إذاعة "صوت العرب" إقامة حفل غنائي على مسرح سينما ريفولى  الثلاثاء 3 أبريل 1956 وتقرر أن يكون ضمن المشاركين في الحفل محمود شكوكو ولبلبة ونجوى فؤاد والمونولوجست أحمد غانم وفرقة للباليه، إلى جانب نجوم الحفل عبد الحليم حافظ  وصباح وفايدة كامل. دعيت نجاة للمشاركة قبيل الحفلة بيومين فقط ولم يكن لديها غير أغنية جديدة واحدة وهي "إنت اللي ظالم" من ألحان عبد العظيم محمد التي نجحت في الإذاعة ولكنها لا تصلح للحفلات، لذلك طلبت من كمال الطويل أغنية على وجه السرعة وإلا اعتذرت عن المشاركة في الحفلة. راح كمال يبحث في أوراقه القديمة حتى عثر على كلمات أغنية "طول عمري أحبك" التي كتبها أنور عبد اللّه وسلمها له منذ أكثر من شهر ونصف ثم نسيها. وخلال ساعتين فقط، قضاها كمال الطويل في بيت نجاة، كان قد أتم اللحن كاملًا وحفظته هي، وفي اليوم التالي حفظ الكورس المقاطع الخاصة بهم خلال ساعة واحدة. ورددوها مع نجاة في البروفة الوحيدة التي أجرتها للأغنية صباحًا في معهد الموسيقى العربية قبل أن تغنيها بالليل في حفلة سينما ريفولي. ولم تنته الأغنية ليلتها إلا والحاضرون جميعاً يحفظون الكوبليهات ويرددونها معها. كان نجاح أغنية نجاة البالغة من العمر 17 سنة، في ذلك الوقت، غير متوقع في حفل على رأسه عبد الحليم  الذي غنى فيه أشهر أغانيه وهي: "ايه ذنبي ايه"، "بيني وبينك ايه"، "توبة"، و"حلو وكداب" وصاحب رصيد 7 أفلام في سنتين فقط.

## الإذاعة المصرية ترفض
رغم نجاح الأغنية في الحفلة بشكل غير عادي فقد رفضتها الإذاعة اعتراضًا على مطلعها الذي يقول "طول عمري أحبك واشكيلك.. واشكي للعمة والخالة". وقد تسائل أحد أعضاء لجنة النصوص: كيف تشكو المحبة حبها لعمتها وخالتها.. ده كلام؟ وجاء في كتاب رحاب خالد "نجاة الصغيرة: سيرة مصورة" الصادر عن دار الكرمة في 2015: "لم تذع الأغنية إلا بعد تعديل الكلمات بمعرفة اللجنة لتصبح (طول عمري وأشكيلك ولا ترضى تسمع لي قوالة). لكن هذا التعديل تم بعد أن طرحت "كايروفون" أسطوانات التسجيل الأول بالفعل، وأيضا باسم المطربة "نجاة الصغيرة"، ويواصل الكتاب ليوضح تضارب نسختي الأغنية ويتحدث عن غناء الأغنية على المسرح قائلاً: "في حفلة بمسرح سينما ريفولي، الثلاثاء 3 أبريل 1956، وقد طبعت كايروفون اسطواناتها قبل أن أدخل الإذاعة تعديلات على المذهب ويذاع التسجيل الثاني في يوم الخميس 21 يونيو 1956."

## كلمات الأغنية
طول عمري احبك واشكي لك    واشكي للعمة وللخالة
حرمت اقابلك واحكيلك   ده غرامك خلاني في حالة
لا لا لا لا لالا
اشمعنى انا قلبي بيسأل   على قلبك ولا تسألشي
واشمعنى كمان انت بتتقل   وأنا أحبك ولا اتقلش
زودت الغيرة   خليتني في حيره
نسيتني وجودي   وبتنسى عهودي
وابعتلك في الصبح رسالة   وابعتلك في العصر رسالة
لا لا لا لا لالا
طول عمري احبك واشكي لك
..........
بتفوت الساعة ورا التانية   واستنى تجيني ولا تجيش
علشانك حبيت الدنيا   وازاي من غيرك انا اعيش
ليه دايما تنسى   ليه بس بتقسى
ده مش اسمه كلام   يا ناسيني حرام
في غرامك ياما قلت قوالة   ودموعي من العين سيالة
لا لا لا لا لالا
طول عمري احبك واشكي لك
.........
الكلمة الحلوة اشيلهالك   علشان تقابلني واقولهالك
ولا يوم خلتني اشغل بالك   ولا عاوز تحرمني خيالك
وانا اعمل ايه ... بس اعمل ايه
في عنيه بصونك   مش هاين اخونك

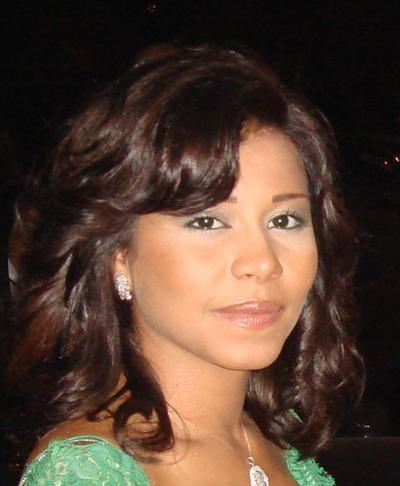
شيرين عبد الوهاب

والناس بكلامهم عمالة   والشكوى في قلبي منشالة
لا لا لا لا لالا 
قامت لجنة الإستماع بتعديل (واشكي للعمة وللخالة) إلى (ولا ترضى تسمع لي قوالة). وقامت شيرين بغناء المقطع الأول مع تعديله إلى (طول عمري باحبك واشكي لك)

## نسخة شيرين عبد الوهاب
قامت المطربة شيرين عبد الوهاب عام 2015 بتقديم المسلسل الدرامي المصري "طريقي" وهو أول تجربة تلفزيونية من بطولتها، وثاني تجربة في التمثيل بعد فيلم "ميدو مشاكل" للمخرج محمد النجار عام 2003. تدور أحداث المسلسل في سبعينات القرن العشرين حول فتاة مصرية تسعى لتصبح مغنية كبيرة وفي سبيلها إلى ذلك تقوم، أثناء أحداث الفيلم، بغناء أغاني مشاهير الغناء في وقتها ومن ضمن هذه الأغاني تقوم بغناء "طول عمري أحبك".

## وصلات خارجية
http://www.alwasatnews.com/news/1015606.html طول عمري أحبك
https://www.youtube.com/watch?v=1nW7j-GBsEs طول عمري أحبك
https://www.youtube.com/watch?v=VSDciKfUVwE طول عمري أحبك
https://www.youtube.com/watch?v=-tX2cSTkl98 طول عمري أحبك
https://www.youtube.com/watch?v=9KEK_0KO00E طول عمري أحبك
https://www.youtube.com/watch?v=eT8OGO-FeMs طول عمري أحبك
https://www.youtube.com/watch?v=1LSI51CsV_c طول عمري أحبك
https://www.youtube.com/watch?v=oJMzEUB5zck طول عمري أحبك